# Ruissaari (ö i Birkaland, Övre Birkaland, lat 62,02, long 24,37)
Ruissaari är en ö i Finland. Den ligger i sjön Ruovesi och i kommunen Mänttä-Filpula i den ekonomiska regionen  Övre Birkalands ekonomiska region  och landskapet Birkaland, i den södra delen av landet, 210 km norr om huvudstaden Helsingfors. Öns area är 14,5 hektar och dess största längd är 470 meter i nord-sydlig riktning.